# Tom ter Bogt
Tom ter Bogt (1956) is een Nederlands cultuurpsycholoog, verbonden aan de Universiteit Utrecht, en sinds 2002 tevens bijzonder hoogleraar popmuziek aan de Universiteit van Amsterdam.

## Loopbaan
Na afronding van zijn kandidaats Filosofie aan de Katholieke Universiteit Nijmegen behaalde Ter Bogt in 1982 zijn doctoraalexamen in de Cultuur- en godsdienstpsychologie aan dezelfde universiteit. Daarna heeft hij verschillende functies gehad; zo was hij na zijn studie werkzaam bij het Katholiek Service Instituut voor Levensvorming. In 1988 kwam hij te werken bij de Universiteit Utrecht als universitair docent en wetenschappelijk onderzoeker op het gebied van jeugdstudies. Hij heeft onderzoek gedaan naar de jongerencultuur en de vrijetijdsbesteding van deze groep. Hierdoor is hij ook het fenomeen popmuziek gaan onderzoeken, met name de betekenis van popmuziek voor jongeren. Hij heeft onder meer onderzoek gedaan naar de ontwikkeling van smaak door 800 jongeren van 12 tot 29 jaar gedurende twee en een half jaar enkele malen te interviewen. Ook bestudeerde hij de invloed die de ouders hebben op de smaak van hun kinderen.
Ter Bogt heeft ook zelf ervaring in de popmuziek: in de jaren 80 was hij werkzaam als diskjockey in discotheek "De Swing" in Nijmegen.
In 1998 promoveerde Ter Bogt op het proefschrift "Werk! Twee studies naar arbeidsethos in Nederland".
In 2001 werd hij eveneens wetenschappelijk onderzoeker aan het Trimbos-instituut in het kader van het project "Health Behaviour of School Children".
Ter Bogt heeft boeken geschreven over de geschiedenis van jeugdcultuur en popmuziek; ook was hij auteur van documentatieserie 'Wilde jaren, een eeuw jeugdcultuur’ bij Teleac/NOT. Ook is hij als redacteur betrokken geweest bij het maken van een andere Teleac/NOT-documentatiereeks over de geschiedenis van de Nederlandse popmuziek.
Van 2002 tot 2006 was Ter Bogt bijzonder hoogleraar popmuziek aan de Universiteit van Amsterdam. De leerstoel werd gefinancierd door het Nationaal Pop Instituut (NPI) en BUMA. Prof. dr. Tom ter Bogt gaf les op het gebied van de popmuziek, en hield zich bezig met onderzoek naar popmuziek en daaraan gerelateerde verschijnselen.
In 2006 ruilde hij de UvA in voor een aanstelling als hoogleraar Algemene Sociale Wetenschappen aan de Universiteit Utrecht.